# Corinne Sutter

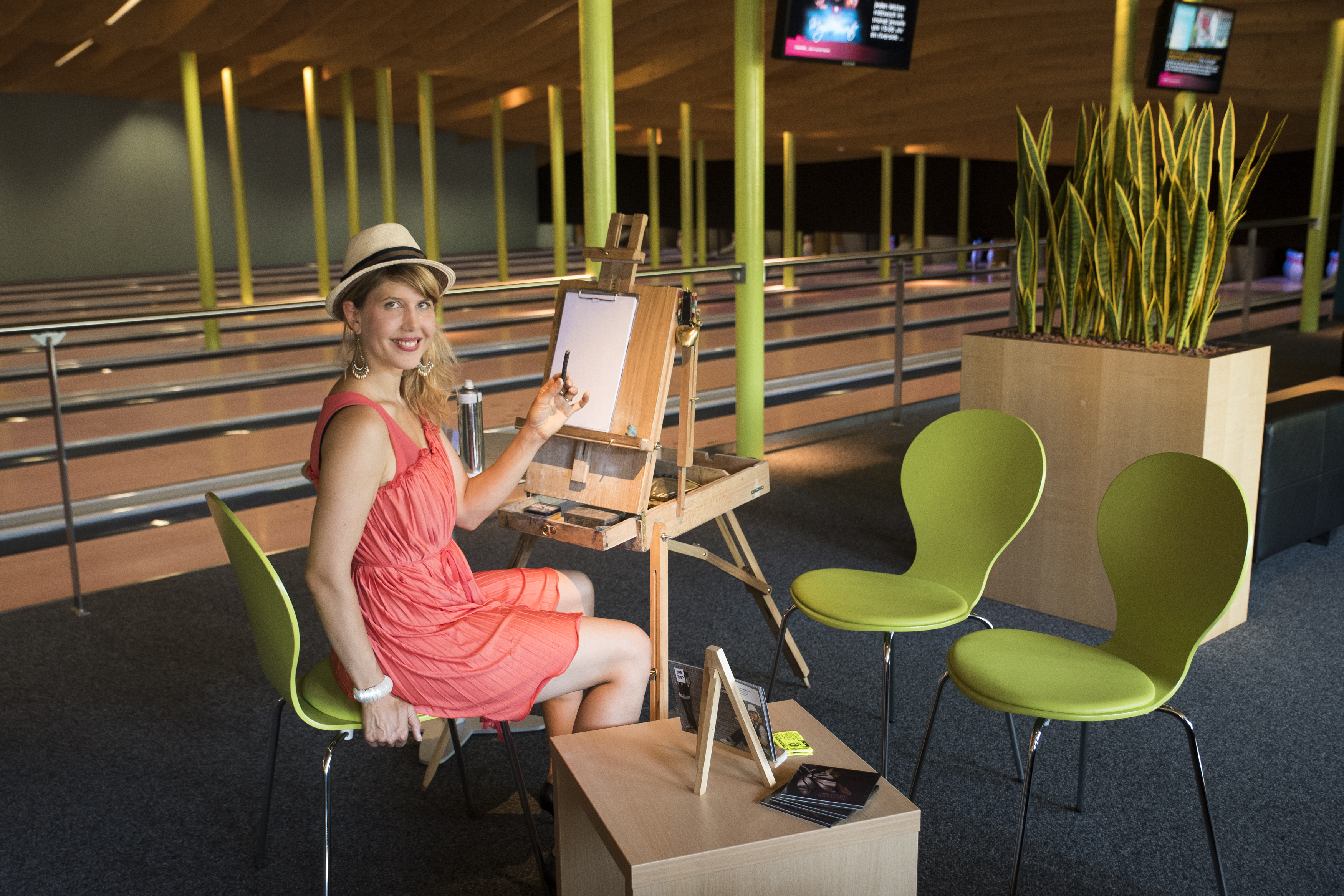
Corinne Sutter (2015)

Corinne Sutter (* 4. März 1985 in Flawil) ist eine Schweizer Künstlerin. Sie arbeitet seit ihrem 18. Lebensjahr als selbständige Künstlerin und ist vor allem für ihre Tätigkeit als Speed Painter im In- und Ausland bekannt.

## Leben
Corinne Sutter lebt mit ihrem Mann und den drei gemeinsamen Kindern in Aarwangen.
Bis zu ihrem 18. Lebensjahr war Corinne Sutters künstlerische Tätigkeit vor allem von Musik bestimmt. Mit fünf begann sie mit dem Geigenspiel, spielte in Ensembles, im Orchester der Kantonsschule, in verschiedenen Rock- und Popbands, einer Tango- und einer Irish Band. Vor allem in ihrer Jugendzeit schrieb Sutter Songs und Musikstücke. Von 2000 bis 2004 besuchte sie die Kantonsschule am Burggraben St. Gallen mit Schwerpunkt Musik. In dieser Zeit übte sie sich autodidaktisch im Zeichnen von Gesichtern. Nachdem sie 2003 von einer Zeichner-Agentur aufgenommen worden war, führte sie erste Aufträge und Auftritte als Karikaturistin aus. Im Anschluss an die Matura besuchte sie die Pädagogische Hochschule Rorschach und schloss diese 2007 mit einer Auszeichnung für besondere künstlerische Leistungen ab.
Sutter schrieb von 2009 bis 2013 Interviews mit Musikern und Bands wie Guano Apes, Calexico, Bela B oder Sido und zeichnete sie während des Interviews. Ab 2005 karikierte sie bis zur Übernahme durch Markus Somm fürs Satiremagazin Nebelspalter.
2015 nahm Sutter an der Casting-Sendung «Die Grössten Schweizer Talente» teil. Bei ihrer Performance zeichnete sie ein Bilderrätsel, bei dem sie anfangs eine Karikatur des Jurors Gilbert Gress zeichnete und daraus ein Porträt des Jurors Bligg malte. Das Video verbreitete sich viral auf sozialen Plattformen, worauf Sutter das Bild für einen guten Zweck versteigerte. Seither tritt Sutter primär als Speed Painter in Erscheinung. Im September 2022 malte sie Königin Margrethe II. von Dänemark anlässlich deren 50. Thronjubiläum. Ebenfalls im Jahr 2022 wirkte sie am Theater Geldwäscher mit Tatort-Schauspieler Stefan Gubser und Marlise Fischer mit. In ihrer Ateliertätigkeit konzentriert sich Corinne Sutter auf eigene künstlerische Projekte.  2023 arbeitete sie an einem 80 Quadratmeter grossen Gemälde namens All About Life - A Polyptych, das sich über vier Stockwerke des Penthauses von Kunstsammler René Brogli erstreckt. 2025 gründet sie mit der Schweizer Satirikerin Patti Basler das Künstlerinnenduo "Scharfe Zungen". Sie zeichneten zusammen weiteren Künstlern für die Satirische Moderation des ESC 2025 verantwortlich, wo Corinne Sutter live die Teilnehmenden malte. Das Duo publiziert Kolumnen, kommentiert das Zeitgeschehen in den sozialen Medien und produziert einen gleichnamigen Podcast.

## Ausstellungen
- 2004: Ausstellung (Osare Art Gallery Luzern)[17]
- 2004: Einzelausstellung «Faces» (Alte Kaserne Winterthur)
- 2005: Teilnahme am Comicfestival (Volkshaus Zürich)
- 2007: Einzelausstellung Personale Typenkarikaturen (Gemeindehaus Flawil)[18][19]
- 2008: «Gezeichnet 2008» (Zuzwil)[20]
- 2012–2014: «Gezeichnet» (Kornhaus Forum Bern)[21]
- 2015: «Gezeichnet 2015» (Museum für Kommunikation Bern)[22][23]
- 2016: Teilnahme am internationalen Skulpturensymposium Sur En mit Skulpturenkünstler Daniel Cotti[24]
- 2016: «Gezeichnet 2016» (Museum für Kommunikation Bern)[25]
- 2016: Gemälde-Ausstellung, Vorstellung von Sutters Art Car «See behind the Surface» durch die «Bromer Kunst» an der Art International Zürich[26]
- 2018: Ausstellung des Art Cars im Mac Museum Singen[27]

## Werke
- Christoph Sutter, Corinne Sutter (Ill.): Wie vers mit uns? – Runzel- und Schmunzelverse. Neptun-Verlag, Kreuzlingen 2006, ISBN 978-3-85820-181-2.
- Christoph Sutter, Corinne Sutter (Ill.): Gute Besserung – Verse, die das Kranksein erleichtern. Neptun-Verlag, Kreuzlingen 2007, ISBN 978-3-85820-190-4.

## Diskografie

### Singles
- 2012: Open your eyes (SUISA Werk-Nummer 4659.927.98)
- 2012: Carpe Diem (SUISA Werk-Nummer 4712.658.50)

## Auszeichnungen/Preise
- 2007: Auszeichnung für besondere künstlerische Leistungen (Pädagogische Hochschule Rorschach)